# Keeskogel (Ankogelgruppe)
Der Keeskogel ist ein 2884 m ü. A. hoher Berg in der Ankogelgruppe der Zentralalpen in den österreichischen Bundesländern Kärnten und Salzburg.

## Lage und Umgebung
Der felsige Gipfel des Keeskogels erhebt sich an der Grenze zwischen den drei Gemeinden Bad Gastein, Hüttschlag und Malta. Er befindet sich im Nationalpark Hohe Tauern. Umliegende Gipfel sind der Keesnickelkopf (2773 m ü. A.) im Nordwesten, der Zwölferspitz (2772 m ü. A.) im Osten und der Jagerkogel (2750 m ü. A.) im Südwesten. Am Keeskogel erstrecken sich in Gipfelnähe mehrere Gletscher. Mit dem Kesselkarbach entspringt ein rechtsseitiger Nebenbach des Kötschachbachs am Berg.
Der Vinzenz-Havel-Steig ist ein Wanderweg vom Alpenhaus Prossau auf die Kleinelendscharte unterhalb des Gipfels des Keeskogels. Er ist nach dem Wegwart der Sektion Gastein des Österreichischen Alpenvereins Vinzenz Havel benannt, der auch diesen Weg errichtete. Der Keeskogel zählt zu den 55 Gipfeln des Gasteinertals, für deren vollständige Besteigung der Gasteiner Gipfelkranz vergeben wird, die höchste Klasse der Gasteiner Wandernadeln des Österreichischen Alpenvereins.

## Geologie
In geologischer Hinsicht ist der Keeskogel von Granitgneis und Orthogneis sowie im Gletscherbereich von polygenetischem Material geprägt.

## Flora
Am Berg gedeiht der Sumpf-Bärlapp (Lycopodiella inundata). An den Nordhängen wächst die Schnee-Segge (Carex bipartita).